# It's Still Nothing Personal: A Ten Year Tribute
It's Still Nothing Personal: A Ten Year Tribute è un album in studio del gruppo musicale statunitense All Time Low, pubblicato l'8 novembre 2019.

## Descrizione
L'album è una rivisitazione, contenente nuove registrazioni, dell'album Nothing Personal.. Questa nuova versione dell'album è sta registrata ai Red Bull Studios di Los Angeles.

## Tracce
1. Weightless – 3:29
2. Break Your Little Heart – 2:58
3. Damned If I Do Ya (Damned If I Don't) – 2:59
4. Lost In Stereo – 3:40
5. Stella – 3:19
6. Sick Little Games – 3:26
7. Hello Brooklyn – 3:22
8. Walls – 3:08
9. Too Much – 4:26
10. Keep The Change, You Filthy Animal – 3:24
11. A Party Song (The Walk Of Shame) – 2:55
12. Therapy – 3:46

Durata totale: 40:52